# Dolores San Juan
Dolores San Juan är en ort i Mexiko.   Den ligger i kommunen San Luis de la Paz och delstaten Guanajuato, i den centrala delen av landet, 230 km nordväst om huvudstaden Mexico City. Dolores San Juan ligger 2 059 meter över havet och antalet invånare är 454.
Terrängen runt Dolores San Juan är platt åt sydost, men åt nordväst är den kuperad. Runt Dolores San Juan är det ganska tätbefolkat, med 124 invånare per kvadratkilometer. Närmaste större samhälle är San Luis de la Paz, 19,6 km norr om Dolores San Juan. Trakten runt Dolores San Juan består till största delen av jordbruksmark.